# Roger Hellot

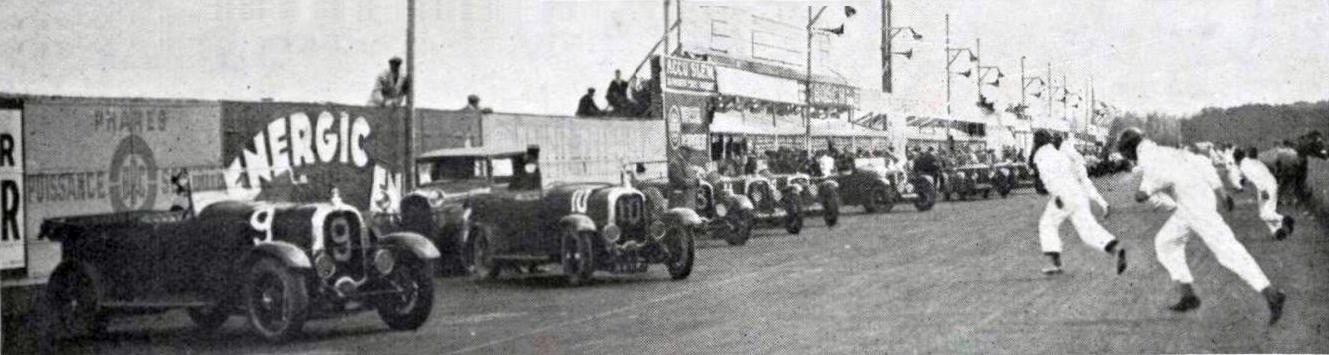
Der Fasto A3 Sport (Startnummer 10) von Michel Doré und Roger Hellot beim Start zum 24-Stunden-Rennen von Le Mans 1927

Roger Gaston Théodule Hellot (* 25. Dezember 1899 in Paris; † 26. Dezember 1968 in Varaignes) war ein französischer Autorennfahrer.

## Karriere als Rennfahrer
Roger Hellot war in seiner Karriere einmal beim 24-Stunden-Rennen von Le Mans am Start. 1927 fuhr er gemeinsam mit Michel Doré einen Fasto A3 Sport, der nach einem technischen Defekt vorzeitig ausfiel.
Darüber hinaus startete er 1926 bei der vierten Ausgabe des über 500 km ausgetragenen Rennens auf dem Circuit des Routes Pavées in Pont-à-Marcq. Auch dort wurde sein Fasto als Ausfall klassiert.

## Statistik

### Le-Mans-Ergebnisse
| Jahr | Team                                | Fahrzeug       | Teamkollege | Platzierung | Ausfallgrund |
| ---- | ----------------------------------- | -------------- | ----------- | ----------- | ------------ |
| 1927 | Fabriques d’Automobiles de St. Ouen | Fasto A3 Sport | Michel Doré | Ausfall     | Motorschaden |